# Alexander Büttner (Fußballspieler)
Alexander Büttner (* 11. Februar 1989 in Doetinchem, Niederlande) ist ein niederländischer Fußballspieler, der seit August 2024 bei Vitesse Arnheim unter Vertrag steht. Er spielt auf der Position des linken Außenverteidigers.

## Karriere

### Im Verein
Büttner stammt aus einer fußballbegeisterten Familie. Er hat einen Bruder und zwei Halbbrüder, die ebenfalls Fußball spielen. Auch sein Vater ist ein ehemaliger Fußballspieler.
Als Zehnjähriger kam Büttner in die Jugendmannschaft von Ajax Amsterdam und pendelte täglich zwischen Amsterdam und seinem Heimartort Doetinchem. 2005 wechselte er zu Vitesse Arnheim, wo er bis 2012 spielte. Am 15. März 2008 debütierte er dort unter Trainer Aad de Mos in der Profimannschaft, als er bei der 4:3-Niederlage gegen Twente Enschede in der 5. Minute für Haim Megrelishvili eingewechselt wurde. Ab der folgenden Saison spielte Büttner regelmäßig in der Profimannschaft und entwickelte sich zum Stammspieler bei Vitesse.
Am 21. August 2012 gab Manchester United die Verpflichtung von Büttner bekannt. Büttner unterschrieb bei den Red Devils einen Fünfjahresvertrag bis zum 30. Juni 2017, die Ablösesumme belief sich auf ca. 4 Millionen Pfund. Am 15. September 2012 absolvierte Büttner seinen ersten Ligaeinsatz für den neuen Verein. Beim 4:0-Sieg über Wigan Athletic erzielte er nach einem Sololauf auch sein erstes Tor in der Premier League und gab die Vorlage zu einem Treffer von Chicharito. Dabei gehörte er in der Saison 2012/13 mit zu der Mannschaft, die englischer Meister wurde. Insgesamt kam Büttner auf 23 Einsätze und erzielte dabei fünf Tore für Manchester United.
Nachdem im Juni 2014 United den linken Außenverteidiger Luke Shaw verpflichtete, wurde Büttner kurz darauf für 4,4 Millionen Pfund an Dynamo Moskau abgegeben, welche ihn für eine Saison an Anderlecht verliehen. 2017 folgte die Rückkehr an die alte Wirkungsstätte Arnheim. Dort hatte er Anteil am Pokalsieg in der Saison 2016/17. Im November 2019 unterschrieb er einen Vertrag bei New England Revolution. Dort absolvierte er in anderthalb Jahren lediglich 15 Ligaspiele.
Daraufhin wechselte er zurück in die Niederlande zum Erstligisten RKC Waalwijk. Dort absolvierte er 26 von 34 möglichen Spielen, in denen er drei Tore schoss, sowie ein Pokalspiel.
Bereits Ende April 2022 wurde sein Wechsel in die Eerste Divisie, der zweithöchsten niederländischen Liga, zum BV De Graafschap vereinbart, bei dem er einen Vertrag mit dreijähriger Laufzeit unterschrieb. In seiner ersten Saison kam er dort bei 35 von 38 möglichen Ligaspielen zum Einsatz, in denen er vier Tore schoss, sowie zwei Pokalspielen.
Im Sommer 2024 folgte dann die Rückkehr zu seinem ehemaligen Verein Vitesse Arnheim, der kurz zuvor in die Zweite Liga abgestiegen ist.

### In der Nationalmannschaft
Zwischen 2008 und 2009 absolvierte der Außenverteidiger insgesamt neun Partien für diverse niederländische Jugendauswahlen. Im Vorfeld der Fußball-Europameisterschaft 2012 wurde Büttner von Bert van Marwijk überraschend anstelle von Edson Braafheid in den vorläufigen Kader der niederländischen A-Nationalmannschaft nominiert, nachdem Erik Pieters aufgrund einer Verletzung nicht zur Verfügung stand. Im endgültigen Kader stand Büttner jedoch nicht. Stattdessen erhielt der erst achtzehnjährige Jetro Willems den Vorzug.

## Erfolge
- Englischer Meister: 2013
- Niederländischer Pokalsieger: 2017